# Arctostaphylos glutinosa
Arctostaphylos glutinosa är en ljungväxtart som beskrevs av Schreiber. Arctostaphylos glutinosa ingår i släktet mjölonsläktet, och familjen ljungväxter. Inga underarter finns listade i Catalogue of Life.